# 且昌
且昌（?—?），东汉羌人钟羌种部落首领。

## 生平
东汉与羌的战争到汉顺帝时，已经平定强大的先零羌和烧当羌。阳嘉三年（134年）七月，钟羌种首领良封反抗汉朝，且昌也有参与汉顺帝命谒者马贤击斩良封，马贤再乘胜进击钟羌的且昌，且昌等人率领各种羌族十余万人到凉州刺史部（治陇县，今甘肃省张家川回族自治县）投降。永和元年（136年），护羌校尉马续迁度辽将军，复以马贤代为护羌校尉。